# 52e cérémonie du Deutscher Filmpreis
La 52e cérémonie des Deutscher Filmpreis, organisée par la Deutsche Filmakademie (« Académie du film allemand »), s'est déroulée le 14 juin 2002.

## Palmarès
- Meilleur film :
  -  Nowhere in Africa (Nirgendwo in Afrika) de Caroline Link
  -  Grill Point (Halbe Treppe) de Andreas Dresen
  -  Heaven de Tom Tykwer
  - Chère Martha (Bella Martha) de Sandra Nettelbeck
  - Das weisse Rauschen de Hans Weingartner
  - Wie Feuer und Flamme de Connie Walther